# Anna Mitioglo
Anna Mitioglo (31 juli 1989) is een Moldavische zangeres van Gagaoezische afkomst.

## Biografie
Mitioglo verwierf internationale bekendheid door deel te nemen aan diverse zangwedstrijden op televisie. Zo nam ze in 2014 aan Türkçevizyon, een non-competitief zangevenement. Ze nam er deel namens Moldavië/Gagaoezië. Haar optredens vielen op, mede dankzij het feit dat ze tijdens de gala-avond het Oekraïense volkslied: Sjtsje ne vmerla Oekrajiny ten gehore bracht.
In september 2015 werd zij uitgekozen om Oekraïne te vertegenwoordigen op het Türkvizyonsongfestival 2015. Ze eindigde uiteindelijk op een 13de plaats.
2013: Fazile Ibraimova · 
2014: Natali Deniz · 
2015: Anna Mitioglo · 
2020: Natalia Papazoglu